# Agenzia per il terzo settore
L'Agenzia per il terzo settore (che fino al 2011 era chiamata Agenzia per le organizzazioni non lucrative di utilità sociale, o in forma abbreviata Agenzia per le Onlus) è stata un organismo governativo di diritto pubblico operante sotto la vigilanza della Presidenza del Consiglio dei ministri, cui era tenuta a inviare una relazione annuale sull'attività svolta.
La sede dell'Agenzia era a Milano, in via Rovello n. 6. Il suo organigramma contava un presidente e dieci consiglieri nominati dal Presidente del Consiglio dei ministri, su proposta di diverse autorità competenti, in base all'esperienza istituzionale, alla conoscenza e alla professionalità acquisita nel campo del "terzo settore".
L'Agenzia è stata operativa dal 7 marzo 2002 al 2 marzo 2012. Nel corso del decennio si sono succedute due consiliature: 1^ consiliatura 2001-2006, con Presidente Lorenzo Ornaghi, professore di scienza politica, e successivamente rettore, all'Università Cattolica del Sacro Cuore; 2^ consiliatura 2007-2011, con Presidente Stefano Zamagni, professore di economia politica all'Università di Bologna.

## Istituzione e successiva soppressione
È stata istituita come Agenzia per le Onlus con il d.P.C. del 26 settembre 2000 - con cui si è dato seguito alla delega prevista dall'art. 3, comma 190, della L. 23 dicembre 1996, n. 662 in materia di "Misure di razionalizzazione della finanza pubblica" - e successivamente regolata dal d.P.C. n. 329 del 21 marzo 2001 in base al quale, in data 8 marzo 2002, si è regolarmente insediata.
A partire dall'entrata in vigore del Dpcm 51/2011, l'11 maggio 2011, tutto quanto è riferito all'Agenzia per le Onlus è diventato di competenza dell'Agenzia per il terzo settore.
A seguito dell'entrata in vigore del Decreto Legge n. 16 del 2 marzo 2012 (art. 8 comma 23), convertito con modificazioni dalla Legge n. 44 del 26 aprile 2012, l'Agenzia è stata soppressa e le sue funzioni trasferite al Ministero del lavoro e delle politiche sociali.

## Funzioni
Ha operato affinché, su tutto il territorio nazionale italiano, fosse perseguita un'"uniforme e corretta osservanza della disciplina legislativa e regolamentare" concernente le Onlus, il Terzo settore e gli enti non commerciali.
Le attribuzioni previste dalla legge sono state le seguenti:
- vigilanza e controllo, per favorire la corretta applicazione della normativa da parte degli organismi di Terzo settore. A tal fine l'Agenzia ha strutturato forme di collaborazione con altri enti pure tenuti a tale attività di controllo (Guardia di Finanza e Agenzia delle entrate);
- promozione (soprattutto di tipo "culturale") per favorire la conoscenza del Terzo settore, la diffusione di buone pratiche e sostenere un'azione di educazione alla cittadinanza attiva;
- indirizzo, per favorire l'uniforme e corretta osservanza della disciplina legislativa e regolamentare.

## Risultati
L'attività dell'Agenzia si è sostanziata nella realizzazione di una serie di "prodotti" (servizi immateriali) che possono essere così sintetizzati:
- pareri obbligatori e non vincolanti di cancellazione dall'Anagrafe unica delle Onlus su istanza delle Direzioni Regionali dell'Agenzia delle entrate, pareri obbligatori e vincolanti sulla devoluzione del patrimonio delle Onlus in caso di cessazione dell'attività:
- attività ispettiva in collaborazione con la Guardia di Finanza;
- iniziative di studio e approfondimento scientifico, progetti di ricerca in collaborazione con Università o tramite assegnazione di borse di studio sulle principali tematiche del Terzo settore, promozione di dottorati di ricerca presso atenei italiani;
- attività di editoria per la promozione del Terzo settore (Relazione annuale, bollettino informativo, pubblicazioni di carattere scientifico, rivista quadrimestrale Arete');
- organizzazione di incontri, convegni, eventi, seminari sul Terzo settore;
- formulazione di osservazioni e proposte di modifica della normativa vigente, elaborazione nuove proposte di legge e linee di indirizzo interpretativo.

L'Agenzia ha stipulato durante il periodo di attività numerosi accordi / protocolli di intesa con pubbliche amministrazioni - tra cui Guardia di Finanza e Agenzia delle Entrate - e con altri soggetti istituzionali attivi nell'ambito del Terzo settore.

### Pubblicazioni
- Linee guida per la raccolta fondi (2010)
- Linee guida per la redazione del bilancio sociale delle Organizzazioni non profit (2010),
- Linee guida sulla gestione del registri del volontariato (2010),
- Linee guida per il sostegno a distanza di minori e giovani (2010),
- Linee guida per la redazione del bilancio di esercizio delle Organizzazioni non profit (2008),
- I registri delle organizzazioni di Terzo settore: garanzie per i cittadini, trasparenza ed equità delle procedure (2007), Libro bianco (2006, I edizione) e Libro verde (2006).
- Relazioni annuali e Executive summary (scaricabili dal sito istituzionale dell'Agenzia per le Onlus).
- Libro bianco sul Terzo settore, a cura di Stefano Zamagni (Il Mulino, 2011)
- Il Terzo settore dalla A alla Z. Parole e volti del non profit, presentazione di Stefano Zamagni, prefazione di Sergio Travaglia (Editrice San Raffaele, 2011)
- Quadrimestrale "Aretè" (Maggioli Editore)